# Kirche von Rone

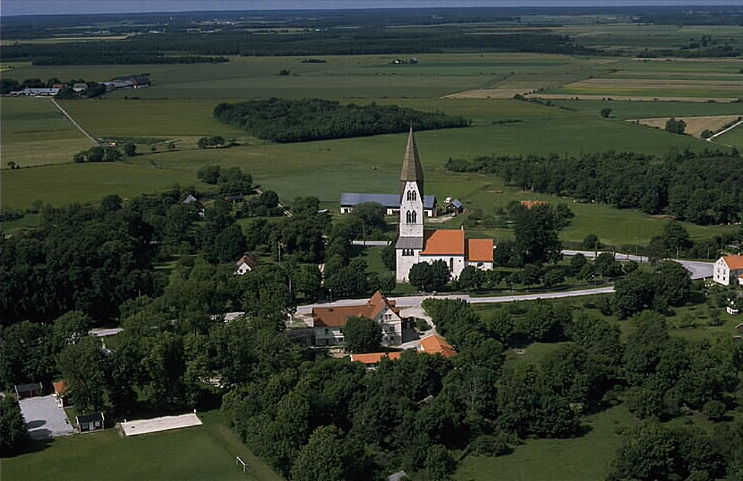
Kirche von Rone

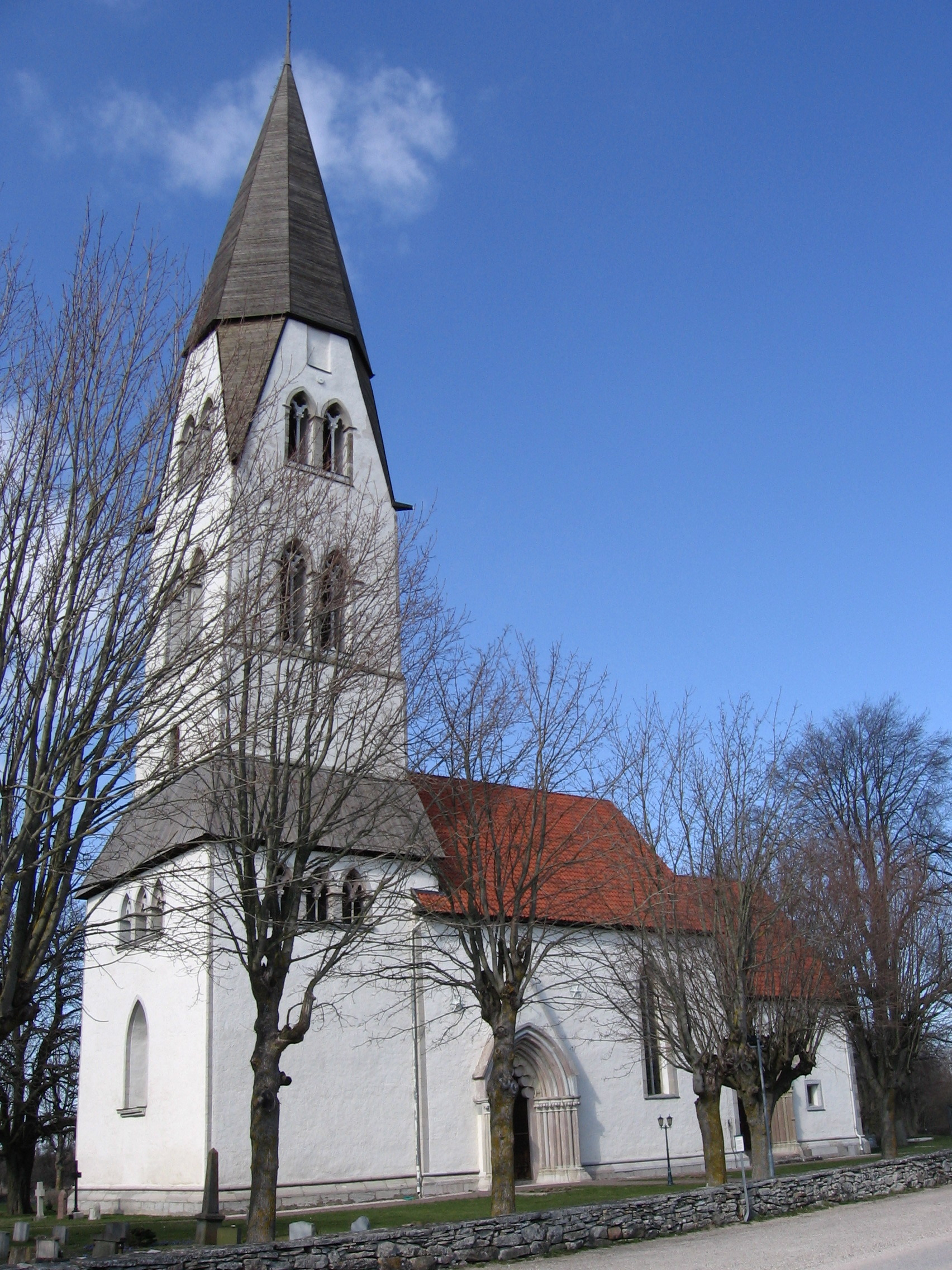
Kirche von Rone

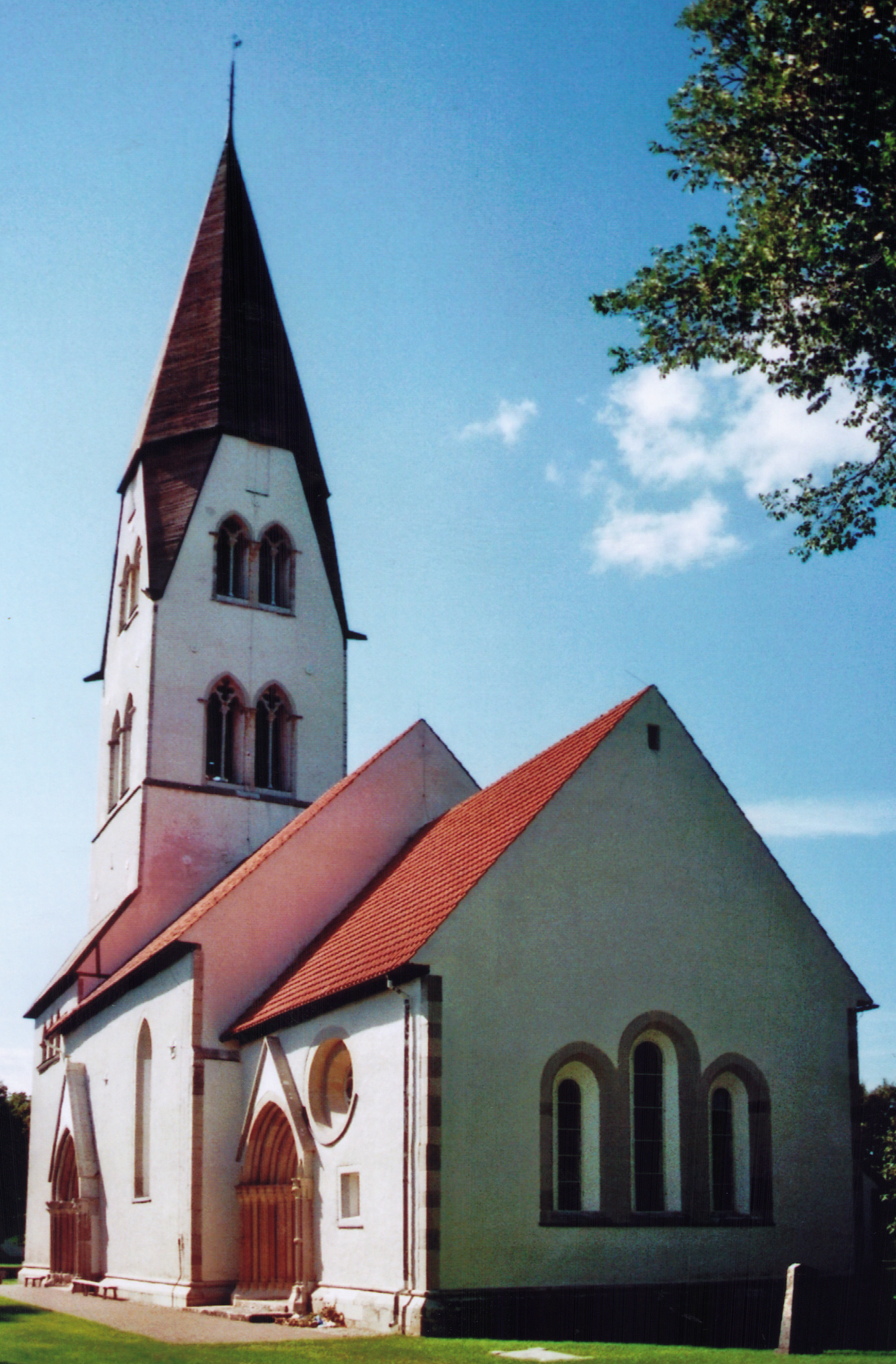
Kirche von Rone

Die Kirche von Rone (schwedisch Rone kyrka) ist eine Landkirche aus dem 14. Jahrhundert auf der schwedischen Insel Gotland. Sie gehört zur Kirchengemeinde (schwed. församling) Alva, Hemse och Rone församling im Bistum Visby. Seit dem Mittelalter wurde die Kirche nach ihrem Schutzheiligen Jakobus und wegen ihres hohen Kirchturms, der eine Landmarke für die Seefahrer darstellt, Lang Jaku genannt.

## Lage
Die Kirche liegt 49 km südlich von Visby, 5 km südöstlich von Hemse und 22 km nördlich von Burgsvik in der Nähe der Küste im südöstlichen Teil von Gotland.

## Kirchengebäude
Einige erhaltene Reliefe und Sockelsteine bezeugen eine frühere romanische Steinkirche. Die heutige verputzte Kirche besteht aus einem zweischiffigen Langhaus, einem Kirchturm im Westen und einem schmaleren, gerade abgeschlossenen Chor im Osten, an den im Norden eine Sakristei angebaut ist.
Das Baumaterial ist  Kalkstein mit einem Einschlag von Sandstein und Granit. Die Kirche steht auf der Grenze zwischen dem Sandsteingebiet im Süden Gotlands und dem Kalksteingebiet auf der übrigen Insel. Es gibt Details aus feinem gehauenem Stein. Das Langhaus, der Chor mit der Sakristei und der untere Teil des Turms wurden um 1300 herum gebaut. In der Mitte des 14. Jahrhunderts wurde der Turm unter Anleitung des Steinmetzmeisters „Egypticus“ vollendet. Das Außenbild wird von dem Kirchturm mit Galerien in drei Himmelsrichtungen dominiert. Er hat in zwei Stockwerken spitzbogige, mit Säulen versehene Schallluken, spitze Giebel und eine achteckige Turmspitze. Die Fensteröffnungen der Kirche sind noch ursprünglich. Das Langhaus hat schmale Spitzbogenfenster, der Chor hat ein Rundfenster im Süden und eine Dreiergruppe von miteinander verbundenen Ostfenstern. Von den vier mittelalterlichen Portalen zeichnen sich die beiden Perspektivportale im Süden von Chor und Langhaus mit ihren feinen gehauenen Kapitellbändern aus. Das Langhausportal ist teilweise 1915 und 1955 erneuert worden. Das Langhaus und der Chor sind von außen mit Satteldächern gedeckt, während die Sakristei ein Pultdach hat. Innen ist das Langhaus durch vier Kreuzgewölbe bedeckt, die von einer schlanken Mittelsäule mit Ornamenten beim Kapitell und kräftigen, aus Kalkstein gehauenen, quer zum Gewölbe verlaufenden Bögen  getragen werden.  Der spitzbögige Turmbogen führt zum Turmraum (Läutekammer), und ein ebenfalls spitzbögiger Triumphbogen führt zum Chor. Die Gewölbemalereien sind ungefähr von 1300, während die Wandmalereien des Langhauses in der Mitte des 15. Jahrhunderts vom Passionsmeister ausgeführt wurden. Die Glasmalereien aus der Mitte des 13. Jahrhunderts sind im Chor noch erhalten. Die Kirche hat eine ungewöhnlich reiche postreformatorische Einrichtung. Sie wurde 1954–1955 nach Plänen des Architekten Eiler Græbe restauriert.

## Ausstattung
- Im Triumphbogen hängt eine Skulptur von Jesus am Kreuz umgeben von Maria und Johannes. Die Kreuzigungsszene wurde auf Gotland um 1400 herum angefertigt.
- Die Kirchenglocke ist die älteste datierte auf Gotland, die noch funktioniert. Auf der Glocke findet sich die Inschrift: I Herrens år 1345 blev jag gjuten i Hemse. Fader var nådig mot prästernas gemenskap och den betryckta staden („Im Jahre des Herrn 1345 wurde ich in Hemse gegossen. Vater sei gnädig gegenüber der Gemeinschaft der Priester und der bedrückten Stadt“).
- In der Sakristei ist eine mittelalterliche Chorgewand  ausgestellt.
- Die Kanzel ist gemäß Inschrift auf 1595 datiert und einer der ältesten Baldachine und die Treppe sind von 1664.
- Der Taufstein aus Sandstein wurde 1664 angefertigt und ersetzte einen Taufstein aus dem 12. Jahrhundert, der vom Meister Hegvald angefertigt war.
- Der Altar aus Sandstein wurde 1694 von Peiter van Eigen angefertigt.
- Die Orgel wurde 1876 von Åkerman & Lund Orgelbyggeri aus Stockholm gebaut und 1988 von J Künkels Orgelverkstad aus Färjestaden renoviert.
- Die Chororgel wurde 1988 von J Künkel gebaut.